# Sageraea bracteolata
Sageraea bracteolata är en kirimojaväxtart som beskrevs av Richard Neville Parker. Sageraea bracteolata ingår i släktet Sageraea och familjen kirimojaväxter. Inga underarter finns listade i Catalogue of Life.